# Enmore, Armidale Dumaresq
Enmore är en del av en befolkad plats i Australien. Den ligger i kommunen Armidale Dumaresq och delstaten New South Wales, i den sydöstra delen av landet, omkring 350 kilometer norr om delstatshuvudstaden Sydney. Orten hade 34 invånare år 2021.